# Kuća Dujma Balistrilića u Nečujmu
Kuća Dujma Balistrilića, kuća u mjestu Nečujmu, otok Šolta, zaštićeno kulturno dobro.

## Opis dobra
Ladanjska kuća Dujma Balistrilića iz druge polovice 15. stoljeća nalazi se na istočnoj strani u dnu uvale Nečujam, na otoku Šolti. Otok Šolta, sa zapadne strane morskog kanala pred Splitom, oduvijek je predstavljao posjed Splita s razvijenom antičkom tradicijom bazilika i vila rustica. Mnogi su splitski plemići na Šolti imali svoje posjede koje su redovito obilazili u tradiciji renesansnog ladanja. Tako je na imanju svog prijatelja Dujma Balistrilića, u uvali Nečujam, boravio Marko Marulić „otac hrvatske književnosti“ (Split, 1450-1514.). Pedesetak godina nakon toga, 1555. Balistrilićev omanji ljetnikovac bit će mjesto književnog i kulturnog hodočašća drugog velikog pjesnika, Starograđanina Petra Hektorovića (1487. – 1572.). U svom spjevu „Ribanje i ribarsko prigovaranje“ (1556.) opisuje svoje ribarsko plovljenje kojemu je konačni cilj bio posjet Nečujmu i sjećanje na Marulića. Tako ova pitoma nečujmska uvala simbolički vezuje dva velika hrvatska renesansna pjesnika Marka Marulića i Petra Hektorovića.

## Zaštita
Pod oznakom Z-6982 zaveden je kao nepokretno kulturno dobro - pojedinačno, pravna statusa zaštićena kulturnog dobra, klasificirano kao "memorijalna baština".